# Georg Hund von Wenkheim

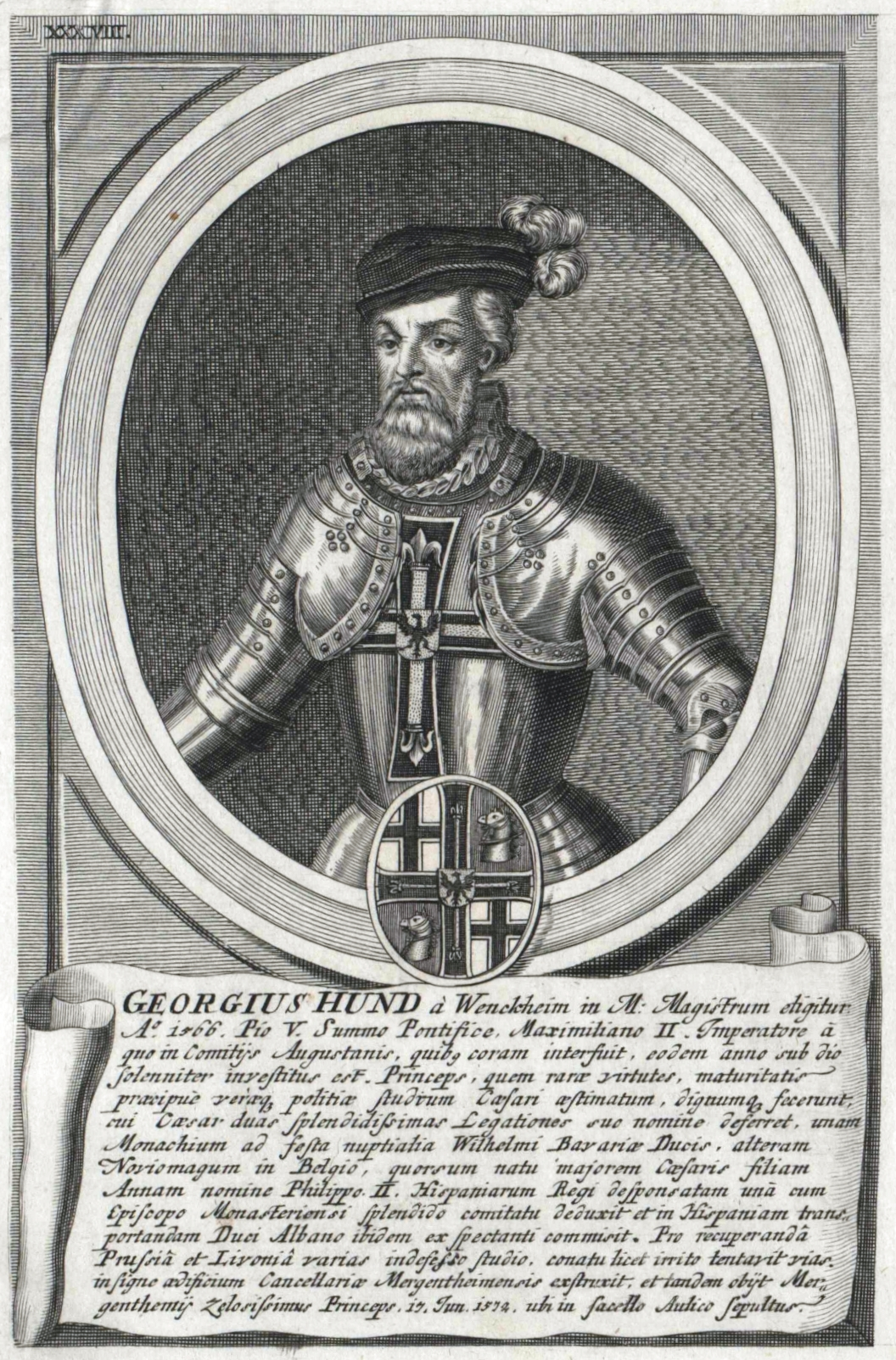
Georg Hund von Wenkheim

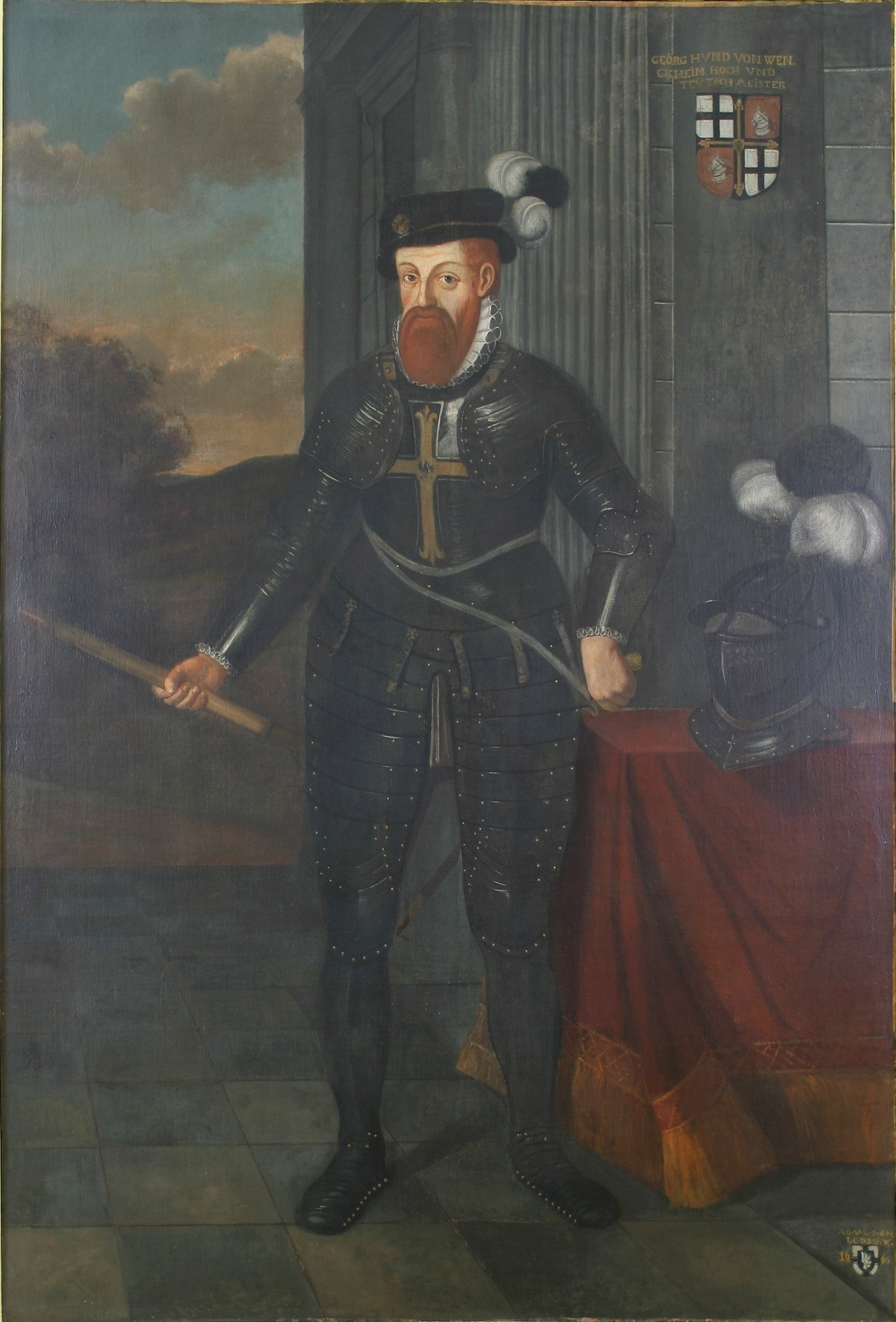
Gemälde der Hochmeistergalerie im Residenzschloss Mergentheim

Georg Hund von Wenkheim (* um 1520 in Wenkheim; † 17. Juni 1572 in Bad Mergentheim) war von 1566 bis 1572 der 40. Hochmeister des Deutschen Ordens.

## Leben
Hund(t) von Wenkheim stammt aus dem fränkischen Adelsgeschlecht der Hund von Wenkheim. Er war der fünfte Sohn des Bartholomäus Hund von Wenkheim und trat 1544 in den Deutschen Orden ein. Er bekleidete zunächst das Amt des Baumeisters in Heilbronn und war von 1553 bis 1555 Komtur in Weißenburg im Elsaß. Anschließend wurde er Komturamtsverwalter in Mergentheim und ab 1558 Komtur in Frankfurt. Ab 1564 amtierte er als Statthalter der Ballei Franken und wurde am 18. Februar 1566 zum Hochmeister gewählt.
1566 auf dem Reichstag zu Augsburg, wo der Kurfürst von Sachsen ebenfalls seine Belehnung erhielt, wurde Hund von Wendheim vom Kaiser Maximilian II. (HRR) als Hochmeister und Administrator mit Preußen belehnt. Diese zwei Belehnungen fanden unter großem Aufwand im Freien statt. Wenkheim war auch ein Berater von Kaiser Maximilian II. und in verschiedenen Funktionen im Dienste der Habsburger.
1570 befand er sich auf einer diplomatischen Mission für Erzherzogin Anna von Österreich, der späteren Frau von König Philipp II. aus dem Geschlecht der Habsburger.
Im Inneren des Ordens sorgte er als Verfechter der Gegenreformation für eine Stärkung der Disziplin im Sinne des Konzils von Trient und eine Entfernung reformatorischer Sympathisanten. Er wendete viel Zeit für den Ausbau von Schloss Mergentheim auf, das zum würdevollen Sitz der Hochmeister wurde. So ließ er den Kanzlei- und Archivbau des Schlosses vollenden, an dem seine Wappentafel angebracht ist. Nach seinem Tod wurde Heinrich von Bobenhausen sein Nachfolger als Hoch- und Deutschmeister.

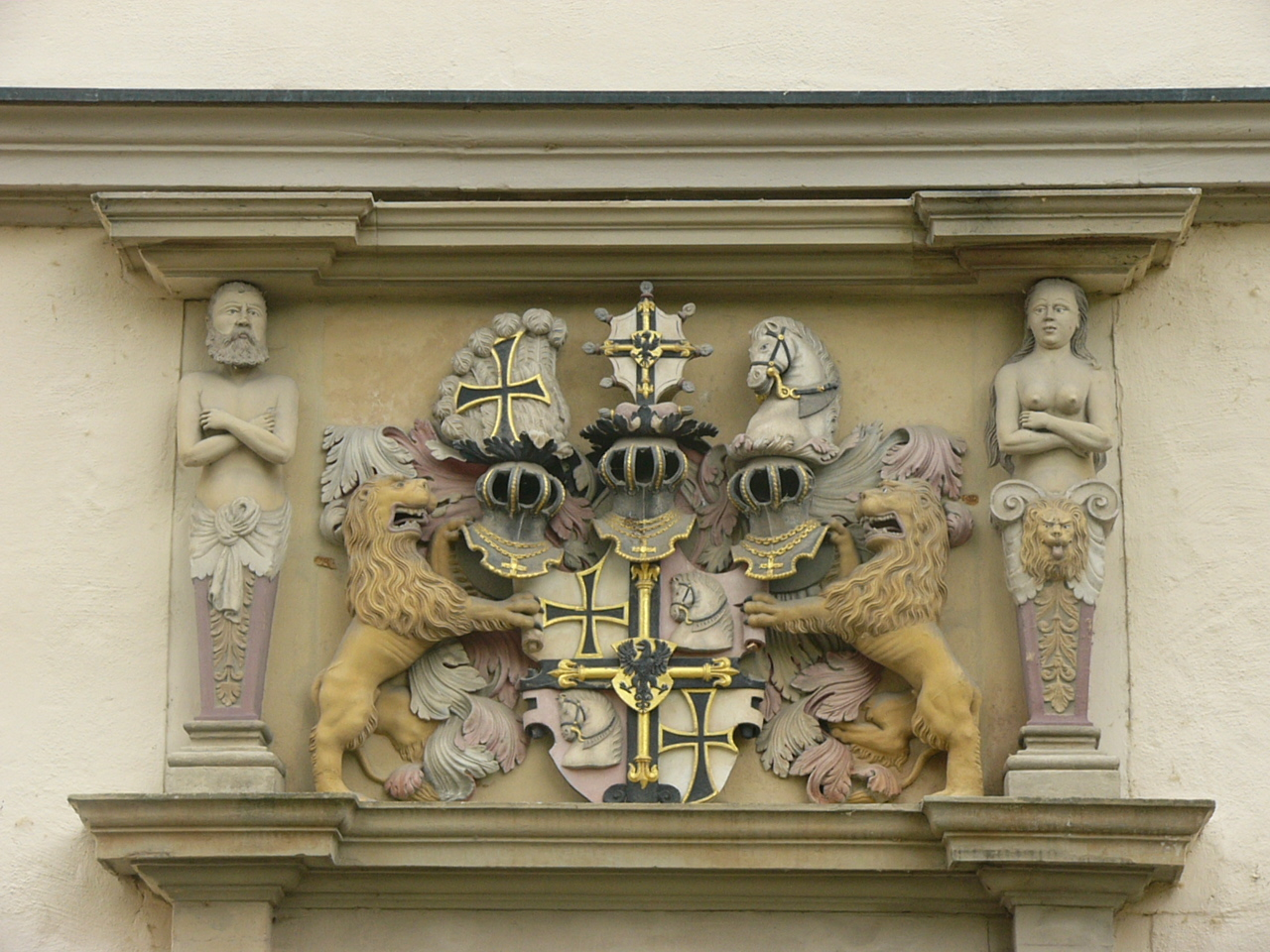
Wappen in Bad Mergentheim über einem Portal am Deutschordensschloss
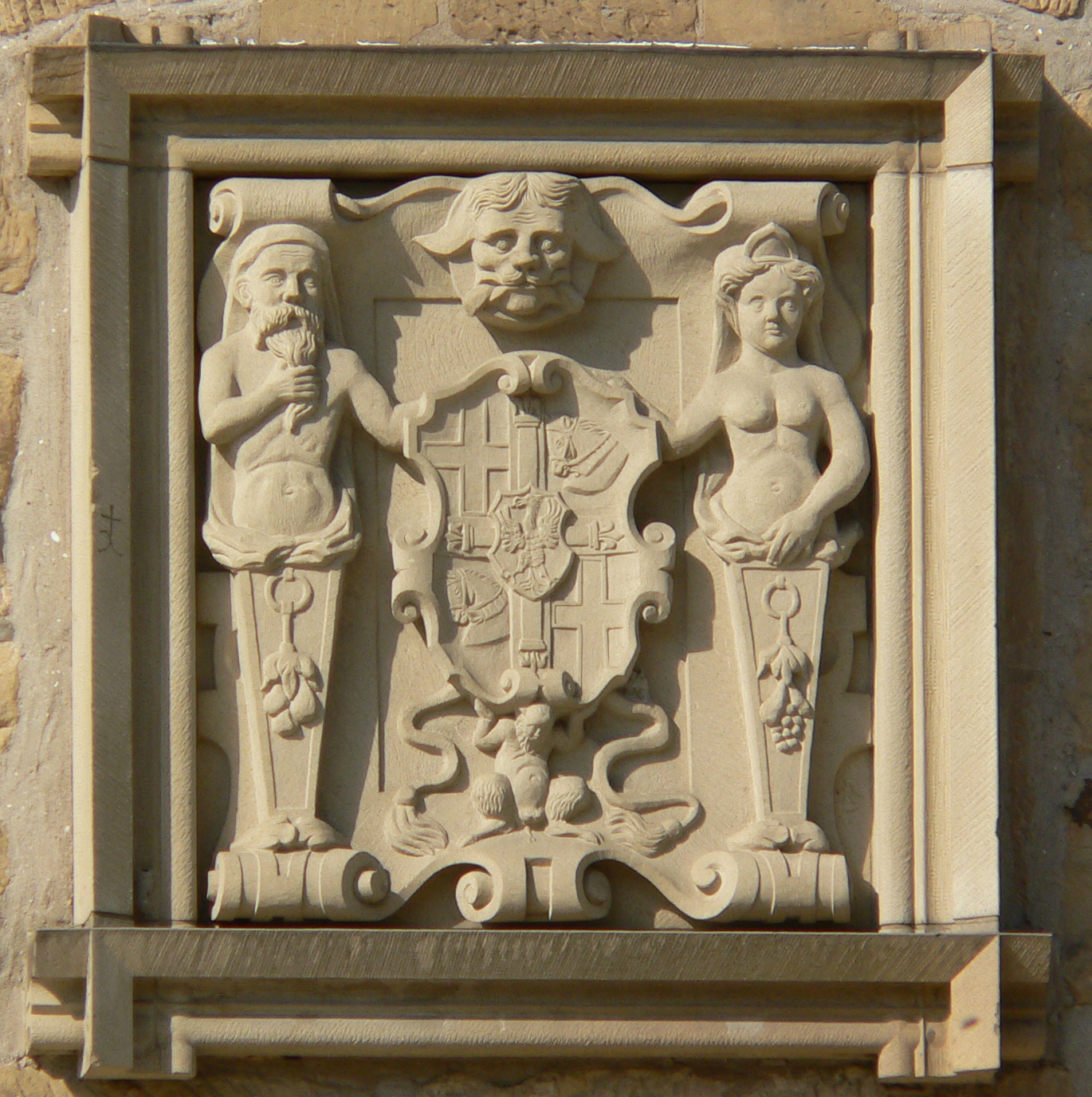
Gemehrtes Wappen des Hochmeisters an der Großen Kelter in Neckarsulm – es ist üblicherweise geviert und zeigt im Wechsel das Wappen des Deutschen Ordens und das Familienwappen der Hund von Wenkheim
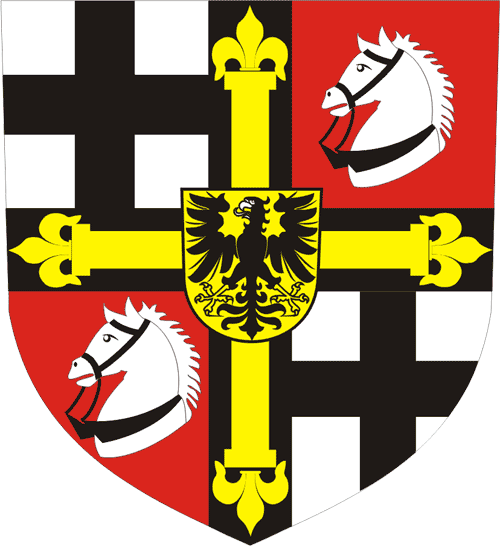
Wappen Georg Hunds von Wenkheim

## Grab und Gedenken
Hund von Wenkheim starb in Mergentheim und wurde in der dortigen Deutschordenskirche begraben. Er wurde zunächst in der Kapuzinergruft zu Mergentheim beigesetzt die 1830 eingestürzt ist. Ihm wurden sein zerbrochenes zweischneidiges Schwert und ein Kranz aus Silberdraht, grüner Seide und Glasperlen mit ins Grab gelegt, die nach dem Einsturz geborgen wurden und in die Kunstsammlung des Geheimrats Jakob von Hefner-Alteneck kamen und am 6.–7. Juni 1904 in einer Versteigerung in der Galerie Hugo Helbing angeboten wurden.
In der Gruft Schlosskirche in Bad Mergentheim befindet sich der Westwand ein für ihn gestiftetes Epitaph aus Sandstein, das sich ursprünglich in der Hofkirche befand, die im Jahr 1730 abgerissen wurde. Der Aufsatz, der vermutlich das Hochmeisterwappen zeigte, fehlt. Unterhalb des Sims befindet sich die lateinische Inschrift:
Darunter befindet sich eine Darstellung, die wischen kannelierten Halbsäulen den Verstorbenen zeigt, der unter dem Kruzifix betend in einen Plattenharnisch gekleidet und nach links gewandt auf einem Löwen kniet. Der geöffnete Helm mit Federbusch steht unten links neben der Säule. Im Sockel befindet sich eine Tafel mit je zwei untereinander stehenden, seitlich angebrachten, Ahnenwappen.